# 任賢齊
任賢齊（1966年6月23日—），綽號小齊，臺灣男歌手、詞曲作家、演員和導演。

## 生平
任賢齊出生成長於臺灣彰化縣田中鎮眷村。他過着田間遊玩及抓魚的生活，直到於彰化高中畢業後才到台北居住。國中時期，曾於農曆新年時向在田尾鄉種植花卉的同学父親索取鮮花，運到夜市擺賣賺取零用錢。另外他也是學校棒球隊成員，又獲中學老師教導彈吉他，從而透過彈奏鄉村音樂學習英語。經兩次大學重考，21歲考入中国文化大學體育系，並在此期間到敦煌樂器一邊打工，一邊學吉他，而現在吉他則是他主要的創作樂器。他在讀大學4年級階段發覺自己的運動表現下滑，礙於覺得運動員生涯短暫，所以曾打算於畢業後任職新聞主播，向公眾推廣體育。適逢其吉他老師加入新格唱片公司擔任製作人，想博取表現，於是獲對方介紹下簽約成為新格唱片歌手。

## 演藝之路

### 1990年－1991年：新格唱片公司時期
任賢齊唸大學四年級時（1990年）被新格唱片發掘，並灌錄了其首張合輯《奔向彩虹》，開始進入演藝圈，並成為地下樂團snake的一員。
這段期間發展並不順遂，與九孔、許效舜等人一同住在頂樓加蓋鐵皮屋，當時為了在事業上多爭取時間，他已刻意延畢一年，延後入伍時間，但在發了三張個人專輯，都未得回響下，進入空軍藝工隊。入伍當時正值林志穎等人拍攝《報告班長3》，任賢齊獲准外借參演其中。此外，還與黃品源一同被空軍藝工隊外借拍攝軍隊紀錄片。

### 1996年－2005年：滾石唱片公司時期
任賢齊退伍後發現新格唱片已被滾石唱片收購，自己變成該公司旗下歌手，在這段時間一邊主持兒童及動物電視節目，一邊等待機會發行新專輯，也是在這時他開始玩起賽車，另一方面隨短打武生學習京戲。就在他成為滾石唱片解約藝人名單之一時，小蟲為他打造全新個人專輯《依靠》，在半年後推出《心太軟》專輯。小蟲原先不知道任賢齊是滾石唱片的歌手，一次前來參與公司會議期間遇到任賢齊，在賞識他的情況下，安排他到錄音室當助理。小蟲後來看到解約名單上出現任賢齊的名字，認為應該為他製作專輯，於是他在為辛曉琪籌備專輯的同時，也攜同任賢齊到美國錄音。
任賢齊原本決定如果《心太軟》專輯銷售成績不理想，將離開藝人身分，報考體育新聞記者，因為這張專輯是唱片公司給他的最後機會，若是銷售紀錄還是毫無表現將會與他解除合約關係，不料《心太軟》專輯在亞洲創下了號稱200萬張的銷售佳績，南京音像的正版發行量是100萬張。其中主打歌《心太軟》更紅遍中國大陸大街小巷，在亞洲地區獲得多個獎項，此後這首歌在華人圈無人不知曉，小蟲曾言若是「拿到（心太軟）所有版稅的話，可以買下一座紫禁城，但實際很大部分貢獻給大陸的盜版商了。」用以比喻《心太軟》在中國大陸地區賣得非常好。基於歌曲打動了老中青三代聽眾，他一度被傳媒稱為「全民歌手」。
但直到1998年因《愛像太平洋》專輯在台灣暢銷熱賣，才使得他能從中國大陸紅回台灣，當時這張專輯搭配由他主演的神鵰俠侶電視劇推出，在同一時段的八點檔中創下高收視率，連帶使得唱片大賣，在台灣人氣也隨之高漲。國際唱片業交流基金會統計該張專輯銷售量是120萬張，此年他在台灣台北舉辦出道多年以來，第一場個人演唱會。
靠著滾石唱片豐沛的音樂創作人才，任賢齊在這時期留下許多膾炙人口的作品，時至今日，只要是參加商業、公益演出或舉辦個人演唱會，在滾石所發行的歌曲還是他的必唱曲目，如：《對面的女孩看過來》、《再出發》、《我是一隻魚》、《心太軟》、《天涯》、《春天花會開》、《傷心太平洋》等。

### 2005年－2008年：百代唱片公司時期
2005年離開滾石唱片，加盟EMI旗下，EMI唱片是任賢齊歌唱生涯的第三家公司。

### 2008年至2022年：東亞唱片/寰亞音樂時期
與百代唱片約滿後，2008年3月18日在香港舉行加盟新公司記者會，以至少4千萬元簽約金成為東亞唱片旗下歌手，電影及唱片事業都由該公司管理。
2010年與香港團體農夫合唱賀歲歌曲《紅包拿來》，並「自詡為最早唱Rap的歌手」。2015年跟黃家強、蘇永康以及梁漢文組成音樂組合「男人幫」。
2016年主演旅遊真人秀《Barter Game價值連城》（香港Viu TV），與香港藝人梁漢文以以物易物方式在雲南當背包客旅行兩週（大理古城、巍山古城、沙溪古鎮、虎跳峽、石卡雪山），以體驗古時茶馬古道的貿易方法，最終他們也以餵羊、檢牛糞等打工方法完成旅途。期間在海拔4,500米的石卡雪山上把氧氣送了给高山反應瀕死的日本旅客，救她一命。
2016年參加浙江衛視《誰是大歌神》，為第五期大歌神。
2018年，被媒体揭露任贤齐为了拍电影而增肥了數十公斤，且被测出有三高，後通過運動成功回復健碩身材。
2019年，任賢齊與阿牛相隔十九年再度合作，並計劃在熱浪島開演唱會。

## 家庭
2002年，任賢齊與擁有西班牙、泰國、印尼血統的陳則妤結婚。
2005年5月4日，任賢齊的妻子在台北中山醫院剖腹產下一女，並將其英文名命名為Rati，此名是由夫妻兩人英文名Richie和Tina組合而成，同時也是其代言車款Maserati的最後四個英文字。2008年2月13日兒子Cody在香港出生。
為了工作和兼顧家庭生活，任賢齊現已定居香港。

## 音樂作品

### 個人專輯
- 再問一次（1990年12月，台灣）
- 冷漠與溫柔（1991年1月，台灣）
- 飛向自己的天空（1991年6月，台灣）
- 依靠（1996年6月14日，台灣）
- 心太軟（1996年12月24日，台灣）
- 很受傷（1997年12月9日，台灣）
- 愛像太平洋（1998年8月28日，台灣）
- 為愛走天涯（2000年1月27日，台灣）
- 天使兄弟小白臉（2000年12月5日，台灣）
- 飛鳥（2001年9月14日，台灣）
- 一個任賢齊（2002年9月5日，台灣）
- 兩極（2004年12月31日，台灣）
- 老地方（2006年2月27日，台灣）
- 如果沒有你（2007年5月4日，台灣）
- 齊待R.S.V.P（2009年4月28日，台灣）
- 不信邪（2011年12月2日，台灣）
- 在路上（2023年9月1日，台灣）

### EP
- 對面的女孩看過來（1998年10月16日，台灣）
- 著緊（1999年8月10日，香港）
- 小雪（2000年1月19日，台灣）
- 我是有錢人（2002年2月6日，香港）

### 精選輯
- 為了愛而心太軟（1997年9月23日，香港）
- 台灣男兒任賢齊認真精選輯（1999年6月25日，台灣）
- 亞洲金曲精選2000: 任賢齊（2000年6月21日，日本）
- 任賢齊&Friends（2001年12月24日，香港）
- 影視歌全集（2002年5月10日，香港）
- 滾石香港黃金十年（2003年4月28日，香港）
- 情義新歌+精選光耀全紀錄（2004年3月25日，台灣）
- 音樂旅行者（2010年5月28日，台灣）

### 演唱會專輯
- '98齊蹟 演唱會（1998年4月）
- 1999任賢齊1st演唱會香港紅館Live全紀錄（1999年11月）
- 任賢齊2002演唱會（2002年8月16日）
- 任賢齊 & Friends 演唱Party（2003年7月10日）
- 齊齊玩 演唱會（2005年1月28日）
- Love & Beloved 08演唱會（2008年8月12日）
- 「飆」世界巡迴演唱會（2014年7月5日）

### 其它
- 小齊的雲國歷險記（2000年，台灣）
- 任賢齊音樂和絃（2001年，香港）

### 其他單曲
- 〈一步邁開萬里雲〉

電視劇《黃飛鴻與十三姨》片頭曲，任賢齊飾演梁寬
- 〈花舞》

收於李祖寧1991年發行《再看看我的眼》最後一首歌
- 〈美麗的澎湖灣〉 － 詞：小蟲　曲：小蟲

中華民國澎湖科技大學校歌，未公開出版。
- 〈ok  ok〉－ 作詞：于光中/黃子佼　作曲：Yoon Il-Sang 編曲：Yoon Il-Sang

任賢齊、蘇慧倫和羅百吉合唱，收於蘇慧倫專輯《鸭子》
- 〈大地之歌〉－ 詞：李宗盛　曲：李宗盛

珍古德教育暨保育協會國際中文版主題曲
- 〈Yellow Submarine〉

周華健、任賢齊、BEYOND、光良品冠翻唱The Beatles作品，收於周華健專輯《MY OH MY 至愛吾愛》
- 〈水晶〉－ 作詞：姚謙　作曲：Ahn Jeong-Hun/Lee Yung-Ki/Song Si Hyun

收錄於徐懷鈺《向前衝》(黃金版)
- 〈愛如影隨形〉

任賢齊和陳松伶合唱，收在陳松伶專輯《同齡女子》
- 〈三月小雨〉－作詞：小軒　作曲：譚健常　編曲：塗惠元

收於黃品源《簡單情歌》，主唱小蟲、任賢齊、陳昇、黃品源
- 〈別傻了〉－作詞：阿弟 作曲：阿弟 編曲：伍佰 & China Blue

收於周華健2003年《一起吃苦的幸福》，主唱：周華健、任賢齊
- 〈我愛上夏天〉[19]

康師傅冰紅茶廣告歌曲，和五月天一同在廣告中演唱，未收錄於任何專輯中
- 〈月亮代表我的心〉rap版

電影《絕種好男人》片尾曲
- 〈You are the Legend〉

香港東亞運動會國際版主題曲
- 〈瘋狂的存在〉

收錄於《蘭陵王電視原聲帶》
- 〈不在乎〉

收錄於《步步驚情電視原聲帶》
- 〈挺到底〉

電影《媽祖迺台灣》主題曲
- 〈我的愛有你才完美〉

任賢齊和周麗淇合唱，電視劇《衛子夫》插曲
- 〈乾啦 乾啦〉－作詞：八三夭 阿璞 作曲：八三夭 阿璞 編曲：八三夭

任賢齊和八三夭、五月天阿信合唱，收於八三夭2016年專輯《生存指南》
- 〈紅包拿來〉

與農夫合唱
- 〈心肝寶貝〉

任賢齊和徐熙媛合唱，電影《龍鳳店》主題曲
- 〈天堂有多遠？〉

吳宗憲、林柏昇、任賢齊、鐘昀呈、竇智孔、柯有倫、陳漢典、威廉，藝人黃鴻升逝世紀念曲
- 〈2020再出發〉

麋先生與任賢齊合作單曲
- 〈別怕〉

麋先生與任賢齊合作單曲
- 〈十問〉

《披荊斬棘》第二季主題曲
- 〈一念關山〉

電視劇《一念關山》同名曲
- 〈常來〉

### 合輯
- 1990年《民歌導火線-奔向彩虹》

參與《奔向彩虹》、《就在今夜》和《搖搖搖》
- 2000年《流浪漢創作合輯》

此專輯除有先前已收錄過的歌曲，主打歌為與阿牛一同創作的《浪花一朵朵》，還收錄了任賢齊新作品《你願意我願意》。
- 2003年4月11日《簡單情歌II - 男人真幸福》

主打歌《別傻了》是任賢齊和周華健一同演唱作品
- 2003年9月4日《為自己鼓掌-中國足球歌曲大合輯》

《為自己鼓掌》是李宗盛包辦詞曲，並由10多位滾石歌手合唱的作品。
- 2008年《華語合輯 / 北京2008年奧運會歌曲專輯3CD》

任賢齊參與北京奧運倒計時100天的主題歌《北京歡迎你》的大合唱。

### 收錄於他人專輯中的創作
- 《愛情躲避球》

詞：任賢齊，曲：任賢齊，編曲：江建民
收於李威專輯《迷彩》
- 《哥兒們》

詞：安琥、胡元駿，曲：任賢齊，編曲：潭明輝
收於安琥專輯《天使的翅膀》
- 《欠一個吻》

詞：黃品源、任賢齊，曲：黃品源、陳傑漢，編曲：陳飛午
收於黃品源專輯《愛你!愛你!》

## 導演作品

### MV
- 橘子香水（為愛走天涯）
- 一個人（一個任賢齊）
- 永夜（一個任賢齊）
- 兩極（兩極）
- 睡了沒（海浪（黃品源））
- 第一個想到你（硬戳（韋禮安））

### 偶像劇
- 永遠永遠永遠的永夜

語言:中文
導演:張中一、任賢齊
演員: 任賢齊、張立威、卓文萱

### 紀錄片
- 媽祖迺台灣 任賢齊導

## 演出作品

### 音樂錄影帶
- 2024年 告五人《就說你想說的》

### 電視劇
| 上映年份 | 劇名                                | 角色         | 合作演員                                       | 導演           | 備註                |
| 1992年   | 意難忘                              | 張大冠       | 俞小凡、李興文、張復建、范鴻軒、李亞明、高玉珊 | 劉立立         | 華視                |
| 1994年   | 黃飛鴻與十三姨                      | 梁寬         | 張晨光、涂善妮、林以真、馬景濤、龍龍、陳莎莉   |                | 中視                |
| 1994年   | 夢醒時分                            | 清旺         | 張庭、邵昕                                     |                | 中視                |
| 1994年   | 人海孤鴻 （又譯作：月光肥牛小鬼頭） | 梁光明／一塊 | 洪金寶、恬妞                                   |                | 超視                |
| 1994年   | 台北愛情故事                        | 黑狗         | 曹蘭                                           |                |                     |
| 1998年   | 神雕俠侶                            | 楊過         | 吳倩蓮、孫興、李立群、夏文汐、梁家仁、季芹     | 李惠民、賴水清 | 台視 製作人：楊佩佩 |
| 2000年   | 笑傲江湖                            | 令狐沖       | 袁詠儀、陳德容、岳躍利、孫興、宋達民、李立群   | 李惠民、賴水清 | 中視 製作人：楊佩佩 |
| 2001年   | 新楚留香                            | 楚留香       | 鄭伊健、張衛健、孫耀威、林心如、黎姿等         | 王晶           | 華視 出品人：楊登魁 |
| 2004年   | 富豪海灣至尊家緣                    | Richie       | 唐文龍、曹永廉、廖碧兒、廖啟智                 |                | TVB                 |
| 2016年   | 無間道                              | 程予人       | 罗嘉良、刘松仁、罗仲谦                         | 洪金泼、梁国斌 | 網絡劇              |
| 2017年   | 深夜食堂                            | 高遠         | 黄磊、赵又廷、张钧甯                           | 蔡岳勋、胡涵清 |                     |

### 電影
| 上映年份 | 劇名                    | 角色                  | 合作演員                                               | 導演                    | 備註                   |
| 1991年   | 官兵捉強盜              | 吳台生                | 陳松勇、王國華、林男                                   | 周騰                    | 配角                   |
| 1993年   | 想飛：傲空神鷹          | 方乾元                | 吳倩蓮、趙文瑄、王靜瑩                                 | 金鰲勛                  | 配角                   |
| 1994年   | 報告班長3               | 愛德華                | 庹宗華、林志穎、金城武、張立威、陳為民                 | 金鰲勛                  | 配角                   |
| 1998年   | 蟲蟲危機                | 飛力                  | 陶晶瑩、董至成、許效舜、趙自強                         | 迪士尼／皮克斯動畫      | 配音                   |
| 1999年   | 玻璃樽                  | 龍一                  | 舒淇、成龍、梁朝偉、周華健、周星馳                     | 谷德昭                  | 客串                   |
| 1999年   | 美麗新世界              | 小白                  | 姜武、 陶虹                                            | 施潤玖                  | 客串                   |
| 1999年   | 星願                    | 楊希聰／洋蔥頭        | 張柏芝、蘇永康、鄧萃雯                                 | 馬楚成                  | 第一男主角             |
| 2000年   | 夏日的麽麽茶            | 麼麼茶                | 鄭秀文、阿牛、光良、王凯蒂                             | 馬楚成                  | 第一男主角             |
| 2001年   | 生死速遞                | 高致遠                | 林心如、柯受良、柯有倫                                 | 柯受良、楊世光          | 第一男主角             |
| 2002年   | 嫁個有錢人              | 阿誕                  | 鄭秀文、盧巧音                                         | 谷德昭                  | 第一男主角             |
| 2002年   | 好心相愛                | Lek                   | 盧巧音                                                 | 羅金泉、楊勇            | 第一男主角             |
| 2003年   | 絕種好男人              | 曾志偉／摩西          | 張柏芝、李珊珊、黃浩然、杜汶澤、劉愷威、王天林、李思捷 | 王晶                    | 第一男主角             |
| 2003年   | 六樓后座                | 警察                  | 林嘉欣、盧巧音、蘇永康                                 | 黃真真                  | 客串                   |
| 2004年   | 飛鷹                    | 文仁                  | 楊紫瓊、張卓楠、李冰冰                                 | 馬楚成                  | 第一男主角             |
| 2004年   | 花好月圓                | 沈夢溪                | 楊千嬅、鍾鎮濤                                         | 葉錦鴻                  | 第一男主角             |
| 2004年   | 20 30 40                | 王（健身教練）        | 張艾嘉、劉若英、李心潔                                 | 張艾嘉                  | 客串                   |
| 2004年   | 大事件                  | 陳一元                | 陳慧琳、張家輝、張兆輝、許紹雄                         | 杜琪峰                  | 第一男主角             |
| 2005年   | 韓城攻略                | 李傲文                | 舒淇、梁朝偉                                           | 馬楚成                  | 男主角之一             |
| 2006年   | 天生一對                | 張永威                | 楊千嬅、林家棟、側田、谷祖琳                           | 羅永昌                  | 第一男主角             |
| 2006年   | 放·逐                   | 陳警司                | 黃秋生、吳鎮宇、張耀揚、林雪                           | 杜琪峰                  | 客串                   |
| 2007年   | 生日快樂                | 小齊                  | 劉若英、古天樂、曾寶儀                                 | 馬楚成                  | 客串                   |
| 2007年   | 合約情人                | 霍啟發                | 范冰冰、徐子珊、元華                                   | 張堅庭                  | 第一男主角             |
| 2008年   | 風雲決                  | 聶風                  | 謝霆鋒、韓雪                                           | 林超賢                  | 動畫電影，普通話版配音 |
| 2008年   | 大搜查之女              | 高高                  | 鄭秀文、陳奕迅                                         | 莊文強、麥兆輝          | 客串                   |
| 2009年   | 神鎗手                  | 方克明                | 陳冠希、黃曉明、林保怡、劉浩龍、葉璇                   | 林超賢                  | 男主角之一             |
| 2009年   | 意外                    | 陳芳洲                | 古天樂、馮淬帆、林雪、葉璇                             | 鄭保瑞                  | 男主角之一             |
| 2010年   | 火龍                    | 紀少群                | 黎明、王寶強、徐若瑄、葉璇                             | 林超賢                  | 男主角之一             |
| 2010年   | 龍鳳店                  | 明武宗 徐昌谷（分飾） | 徐熙媛、霍思燕、鞏新亮、羅家英                         | 鍾澍佳                  | 第一男主角 分飾兩角    |
| 2010年   | 唐伯虎點秋香2之四大才子 | 徐昌谷                | 陳百祥、黃曉明、周立波、張靜初                         | 李力持                  | 男主角之一             |
| 2011年   | 報應                    | 姚啓初                | 黃秋生、文詠珊、張可頤、盧巧音                         | 羅永昌                  | 男主角之一             |
| 2011年   | 五月天追夢3DNA          | 小齊                  | 五月天、劉若英、林雪                                   | 孔玟燕、張榮吉          | 客串                   |
| 2011年   | 奪命金                  | 張正方                | 劉青雲、何韻詩、胡杏儿、盧海鵬、蘇杏璇                 | 杜琪峰                  | 男主角之一             |
| 2011年   | 楊門女將之軍令如山      | 楊宗保                | 張柏芝、劉曉慶、鄭佩佩、周海媚                         | 陳勳奇                  | 第一男主角             |
| 2011年   | 傾城之淚                | 丁大可                | 梁詠琪、李治廷、周冬雨、窦骁、陳喬恩                   | 黃真真                  | 男主角之一             |
| 2012年   | 雙城計中計              | 千面鬼臉              | 騰格爾、劉承俊、熊乃瑾、九孔、翁虹                     | 潘安子                  | 第一男主角             |
| 2013年   | 明天記得愛上我          | 偉中                  | 范曉萱、夏于喬、石錦航、柯宇綸、黃嘉樂                 | 陳駿霖                  | 第一男主角             |
| 2015年   | 大囍臨門                | 任賢齊                | 豬哥亮、林心如、寇世勳                                 | 黃朝亮                  | 客串                   |
| 2015年   | 五月一號                | 林克銘                | 賈靜雯、孫鵬                                           | 周格泰                  | 第一男主角             |
| 2015年   | 落跑吧愛情              | 阿武                  | 舒淇、狄龍、李國毅                                     | 任賢齊                  | 第一男主角             |
| 2016年   | 樹大招風                | 葉國歡                | 林家棟、陳小春                                         | 許學文、歐文傑、 黃偉傑 | 男主角之一             |
| 2019年   | 沉默的證人              | 唐世杰                | 張家輝、楊紫、李成敏、馮嘉怡                           | 雷尼·哈林               | 第二男主角             |
| 2019年   | 花椒之味                | 蔡浩山                | 鄭秀文、劉德華、白冰、鍾鎮濤、賴雅妍                   | 麥曦茵                  | 客串                   |
| 2022年   | 邊緣行者                | 駱志明 (阿駱)         | 林嘉欣、任達華、洪金寶、方中信、吳卓羲                 | 黃明昇                  | 第一男主角             |
| 2022年   | 烈探                    | 张荼                  | 陈瑶、李子雄                                           | 陈大利                  | 男主角                 |
| 2022年   | 失衡凶間                | 何歡                  |                                                        | 單元〈唐樓〉            |                        |
| 2024年   | 臨時劫案                | 慕容輝                | 郭富城、林家棟                                         | 麥啟光                  |                        |
| 2024年   | 九龍城寨之圍城          | 狄秋                  | 古天樂、洪金寶、林峯                                   | 鄭保瑞                  |                        |
| 2025年   | 風林火山                |                       | 金城武、劉青雲、高圓圓、古天樂、梁家輝                 | 麥浚龍                  |                        |
| 待播     | 洗碗天團                | 陳細權                | 鄭伊健、潘燦良                                         | 沈錫然                  | 男主角                 |
| 待播     | 零度追蹤                |                       | 任達華、張家輝、譚耀文                                 |                         |                        |

### 综艺节目
- 2014年  《中国梦之声 (第二季)》
- 2014年  《巅峰拍档》第一季
- 2015年  《尖叫吧路人》第二季
- 2016年  《Barter Game价值连城》
- 2016年  《头号惊喜》
- 2017年  《一路书香》
- 2018年  《非凡匠心》第二季
- 2019年  《今晚九点见》
- 2019-2020年  《我們的歌》第一季
- 2020年  《我們在行動》
- 2020年  《寶藏般的鄉村》
- 2020年  《請問今晚住誰家》
- 2022年  《披荊斬棘》（原名《披荊斬棘的哥哥 第二季》）

### 短劇
- 孫叔叔說故事 飾演飛車黨
- 成長的地方[20]

## 公益代言
- 中華民國軍歌mv[21]

## 主持作品

### 電視節目
| 年份   | 地區     | 節目名                 | 電視台                | 備註                                 |
| ------ | -------- | ---------------------- | --------------------- | ------------------------------------ |
|        | 臺灣     | 莒光日教學節目莒光園地 | 華視                  |                                      |
|        | 臺灣     | 發現者人類文明起源之旅 | 公視                  |                                      |
|        | 臺灣     | 百戰百勝               | 華視                  | 助理主持                             |
|        | 臺灣     | 頑皮小精靈             |                       |                                      |
|        | 臺灣     | 一路順風               | 台視                  |                                      |
|        | 臺灣     | 摩登蛋頭族             | 華視                  |                                      |
|        | 臺灣     |                        | MTV中文台             |                                      |
| 1996年 | 臺灣     | 金馬獎頒獎典禮         |                       | 星光大道主持人                       |
| 2000年 | 臺灣     | 娛樂新聞               | TVBS-NEWS             | 代班主持                             |
| 2008年 | 冰島     | 一個地球               | now寬頻電視 now香港台 |                                      |
| 2010年 | 絲綢之路 | 一個地球               | now寬頻電視 now香港台 | [ 22 ]                               |
| 2014年 | 中国     | 巔峰拍檔               | 東方衛視              | 頂級跑車秀（英文：Top Gear）中國版本 |

### 電台節目
- 台南古都電台
- 好事聯播網《小齊聊天室》

## 演唱會

### 售票演唱會
| 演唱會名                                | 日期           | 地點              | 場地                                    | 備註                                                             |
| --------------------------------------- | -------------- | ----------------- | --------------------------------------- | ---------------------------------------------------------------- |
| 任賢齊世界巡迴演唱會                    | 1998年11月8日  | 臺灣 台北         | TICC國際世貿會議中心                    | 齊蹟Live演唱會 嘉賓：周華健、莫文蔚、小蟲、陳升、徐懷鈺          |
| 任賢齊世界巡迴演唱會                    | 1999年6月26日  | 香港              | 紅磡體育館                              | 天降大任－'99任賢齊1st演唱會 嘉賓：莫文蔚                        |
| 任賢齊世界巡迴演唱會                    | 1999年6月27日  | 香港              | 紅磡體育館                              | 天降大任－'99任賢齊1st演唱會 嘉賓：莫文蔚                        |
| 任賢齊世界巡迴演唱會                    | 1999年8月14日  | 臺灣 屏東         | 台灣墾丁福華飯店                        | 齊心齊力燭光萬丈海洋演唱會 為台東基督教醫院籌募經費              |
| 任賢齊世界巡迴演唱會                    | 1999年11月25日 | 美国 大西洋城     | 皇牌酒店大賭場                          |                                                                  |
| 任賢齊世界巡迴演唱會                    | 1999年11月27日 | 美国 大西洋城     | 皇牌酒店大賭場                          |                                                                  |
| 任賢齊世界巡迴演唱會                    | 1999年11月28日 | 美国 大西洋城     | 皇牌酒店大賭場                          |                                                                  |
| 2000「浪漫風暴」世界巡迴演唱會          | 2000年7月8日   | 中国大陆 北京     | 首都體育館                              | 嘉賓：莫文蔚                                                     |
| 2000「浪漫風暴」世界巡迴演唱會          | 2000年7月9日   | 中国大陆 北京     | 首都體育館                              |                                                                  |
| 2000「浪漫風暴」世界巡迴演唱會          | 2000年7月16日  | 中国大陆 天津     | 民園體育場                              |                                                                  |
| 2000「浪漫風暴」世界巡迴演唱會          | 2000年7月21日  | 中国大陆 溫州     | 溫州體育場                              |                                                                  |
| 2000「浪漫風暴」世界巡迴演唱會          | 2000年7月23日  | 中国大陆 上海     | 虹口足球場                              |                                                                  |
| 2000「浪漫風暴」世界巡迴演唱會          | 2000年7月29日  | 中国大陆 諸暨     | 詔興體育場                              |                                                                  |
| 2000 任賢齊SUMMER慈善演唱會             | 2000年8月17日  | 香港              | 紅磡體育館                              | SUMMER慈善演唱會                                                 |
| 2000 任賢齊SUMMER慈善演唱會             | 2000年8月18日  | 香港              | 紅磡體育館                              | 天城衛星港任賢齊Summer演唱會                                     |
| 2000 任賢齊SUMMER慈善演唱會             | 2000年8月19日  | 香港              | 紅磡體育館                              | 天城衛星港任賢齊Summer演唱會                                     |
| 2000 任賢齊SUMMER慈善演唱會             | 2000年8月20日  | 香港              | 紅磡體育館                              | 天城衛星港任賢齊Summer演唱會                                     |
| 2000~2003世界巡迴演唱會                 | 2000年11月18日 | 新加坡            | 新加坡室內體育館                        |                                                                  |
| 2000~2003世界巡迴演唱會                 | 2000年11月22日 | 美国 大西洋城     | Tropicana Casino & Resort Atlantic City |                                                                  |
| 2000~2003世界巡迴演唱會                 | 2000年11月23日 | 美国 大西洋城     | Tropicana Casino & Resort Atlantic City |                                                                  |
| 2000~2003世界巡迴演唱會                 | 2000年12月1日  | 美国 矽谷         | 聖荷西市立戲劇院                        |                                                                  |
| 2000~2003世界巡迴演唱會                 | 2000年12月2日  | 美国 洛杉磯       | 帕沙迪那市立劇院                        |                                                                  |
| 2000~2003世界巡迴演唱會                 | 2001年2月9日   | 加拿大 多倫多     | Hershey Centre                          |                                                                  |
| 2000~2003世界巡迴演唱會                 | 2001年2月10日  | 加拿大 溫哥華     | 太平洋體育館                            |                                                                  |
| 2000~2003世界巡迴演唱會                 | 2001年2月24日  | 马来西亚 吉隆坡   | 布特拉室內體育館                        |                                                                  |
| 2000~2003世界巡迴演唱會                 | 2001年7月14日  | 中国大陆 瀋陽     | 五里河體育場                            | 世紀齊緣                                                         |
| 2000~2003世界巡迴演唱會                 | 2001年7月28日  | 中国大陆 成都     | 成都市体育中心                          | 冰力十足                                                         |
| 2000~2003世界巡迴演唱會                 | 2001年10月27日 | 中国大陆 廣州     | 天河體育場                              |                                                                  |
| 2000~2003世界巡迴演唱會                 | 2001年12月15日 | 中国大陆 深圳     | 深圳體育場                              | 達造齊跡                                                         |
| 2000~2003世界巡迴演唱會                 | 2002年4月20日  | 美国 大西洋城     | 大西洋城會議中心                        |                                                                  |
| 2000~2003世界巡迴演唱會                 | 2002年5月16日  | 香港              | 紅磡體育館                              | 嘉賓：Maggie Q、盧巧音、莫文蔚、 鄭秀文、張宇、張柏芝、劉德華    |
| 2000~2003世界巡迴演唱會                 | 2002年5月17日  | 香港              | 紅磡體育館                              | 嘉賓：Maggie Q、盧巧音、莫文蔚、 鄭秀文、張宇、張柏芝、劉德華    |
| 2000~2003世界巡迴演唱會                 | 2002年5月18日  | 香港              | 紅磡體育館                              | 嘉賓：Maggie Q、盧巧音、莫文蔚、 鄭秀文、張宇、張柏芝、劉德華    |
| 2000~2003世界巡迴演唱會                 | 2002年11月1日  | 美国 舊金山       | San Jose Civic Auditorium               |                                                                  |
| 2000~2003世界巡迴演唱會                 | 2002年11月6日  | 加拿大 多倫多     | 蜂鳥藝術中心                            |                                                                  |
| 2000~2003世界巡迴演唱會                 | 2002年11月10日 | 加拿大 溫哥華     | 溫哥華女皇劇院                          |                                                                  |
| 2000~2003世界巡迴演唱會                 | 2002年11月28日 | 美国 康州         | 金神大賭場體育館                        | 任賢齊蘇慧倫感恩節演唱會 第一場 2am、第二場 2pm 嘉賓：蘇慧倫     |
| 2000~2003世界巡迴演唱會                 | 2003年4月17日  | 雪梨              | 雪梨娛樂中心                            |                                                                  |
| 2000~2003世界巡迴演唱會                 | 2003年4月19日  | 墨爾本            | 皇冠娛樂賭場                            | 嘉賓：阿牛                                                       |
| 2000~2003世界巡迴演唱會                 | 2003年6月6日   | 印度尼西亞 雅加達 | 雅加達HAILAI                            | 嘉賓：蘇慧倫                                                     |
| 2000~2003世界巡迴演唱會                 | 2003年8月2日   | 新西兰 奧克蘭     | 北岸表演活動中心                        |                                                                  |
| 齊齊玩+齊長大+一齊唱 2004世界巡迴演唱會 | 2004年4月30日  | 香港              | 紅磡體育館                              | 齊齊玩 嘉賓：楊千嬅、陳慧琳、鍾鎮濤、蘇永康                      |
| 齊齊玩+齊長大+一齊唱 2004世界巡迴演唱會 | 2004年5月1日   | 香港              | 紅磡體育館                              | 齊齊玩 嘉賓：楊千嬅、陳慧琳、鍾鎮濤、蘇永康                      |
| 齊齊玩+齊長大+一齊唱 2004世界巡迴演唱會 | 2004年5月22日  | 中国大陆 北京     | 首都體育館                              | 齊長大 嘉賓：蘇永康、黃品源                                      |
| 齊齊玩+齊長大+一齊唱 2004世界巡迴演唱會 | 2004年5月30日  | 中国大陆 上海     | 虹口足球場                              | 飛亞世任賢齊一齊唱 嘉賓：張信哲                                  |
| 齊齊玩+齊長大+一齊唱 2004世界巡迴演唱會 | 2004年6月12日  | 中国大陆 武漢     | 新華路體育場                            | 回家 嘉賓：蘇慧倫、黃品源                                        |
| 齊齊玩+齊長大+一齊唱 2004世界巡迴演唱會 | 2004年7月3日   | 马来西亚 吉隆坡   | 雲頂雲星劇場                            | 齊齊玩 嘉賓：李心潔                                              |
| 齊齊玩+齊長大+一齊唱 2004世界巡迴演唱會 | 2004年11月24日 | 美国 康州         | 金神大賭場體育館                        | 嘉賓：辛曉琪                                                     |
| 齊齊玩+齊長大+一齊唱 2004世界巡迴演唱會 | 2004年11月25日 | 美国 康州         | 金神大賭場體育館                        | 嘉賓：辛曉琪                                                     |
| 齊齊玩+齊長大+一齊唱 2004世界巡迴演唱會 | 2004年12月25日 | 美国 拉斯維加斯   | 凱撒皇宮表演中心                        | 嘉賓：梁靜茹                                                     |
| 美夢齊源世界巡迴演唱會 （與黃品源）     | 2005年12月24日 | 马来西亚 吉隆坡   | 雲頂雲星劇場                            | 聖誕齊源演唱會                                                   |
| 美夢齊源世界巡迴演唱會 （與黃品源）     | 2006年8月11日  | 中国大陆 北京     | 北京人民大會堂                          |                                                                  |
| 美夢齊源世界巡迴演唱會 （與黃品源）     | 2006年10月11日 | 香港              | 香港紅磡體育館                          |                                                                  |
| 美夢齊源世界巡迴演唱會 （與黃品源）     | 2006年10月12日 | 香港              | 香港紅磡體育館                          |                                                                  |
| 美夢齊源世界巡迴演唱會 （與黃品源）     | 2007年2月17日  | 雪梨              | 澳洲"雪梨"賭場                          |                                                                  |
| 美夢齊源世界巡迴演唱會 （與黃品源）     | 2007年2月18日  | 雪梨              | 澳洲"雪梨"賭場                          |                                                                  |
| 美夢齊源世界巡迴演唱會 （與黃品源）     | 2007年6月30日  | 美国 舊金山       | LAKE TAHOE                              |                                                                  |
| 美夢齊源世界巡迴演唱會 （與黃品源）     | 2011年2月12日  | 美国 康州         | 快活大賭場                              |                                                                  |
| 美夢齊源世界巡迴演唱會 （與黃品源）     | 2011年2月13日  | 美国 康州         | 快活大賭場                              |                                                                  |
| 2006~2008世界巡迴演唱會                 | 2006年3月18日  | 中国大陆 溫州     | 溫州體育場                              | 同一首歌相約報喜鳥 嘉賓：莫文蔚、花兒樂隊                        |
| 2006~2008世界巡迴演唱會                 | 2006年6月10日  | 美国 大西洋城     | Showboat Atlantic City                  | 嘉賓：徐懷鈺                                                     |
| 2006~2008世界巡迴演唱會                 | 2006年6月11日  | 美国 大西洋城     | Showboat Atlantic City                  | 嘉賓：徐懷鈺                                                     |
| 2006~2008世界巡迴演唱會                 | 2006年10月2日  | 首爾              | Walker Hill Casino                      | 嘉賓：趙傳                                                       |
| 2006~2008世界巡迴演唱會                 | 2006年10月6日  | 中国大陆 瀋陽     | 五里河體育場                            | 嘉賓：楊千嬅、黃品源                                             |
| 2006~2008世界巡迴演唱會                 | 2006年10月28日 | 中国大陆 成都     | 四川省體育館                            |                                                                  |
| 2006~2008世界巡迴演唱會                 | 2006年12月8日  | 日本 東京         | 練馬文化中心                            |                                                                  |
| 2006~2008世界巡迴演唱會                 | 2006年12月31日 | 中国大陆 南京     | 五台山體育館                            | 嘉賓：劉若英、小蟲                                               |
| 2006~2008世界巡迴演唱會                 | 2007年4月7日   | 澳門              | 金沙娛樂場                              | 嘉賓：黃品源                                                     |
| 2006~2008世界巡迴演唱會                 | 2007年12月22日 | 中国大陆 天津     | 天津體育中心體育館                      | 重溫浪漫任賢齊演唱會 嘉賓：黃品源、郭德綱                        |
| 2006~2008世界巡迴演唱會                 | 2008年2月9日   | 美国 拉斯維加斯   | 米高梅大花園體育館                      | 齊聲賀歲拉斯維加斯演唱會 嘉賓：林心如                            |
| 2008 Love&Beloved 世界巡迴演唱會        | 2008年5月4日   | 香港              | 紅磡體育館                              | 嘉賓：王菀之、黃品源、曹格                                       |
| 2008 Love&Beloved 世界巡迴演唱會        | 2008年5月5日   | 香港              | 紅磡體育館                              | 嘉賓：王菀之、曹格                                               |
| 2008 Love&Beloved 世界巡迴演唱會        | 2008年11月8日  | 马来西亚 吉隆坡   | 雲頂雲星劇場                            | 嘉賓：王菀之                                                     |
| 2008 Love&Beloved 世界巡迴演唱會        | 2008年11月27日 | 美国 康州         | 金神大賭場體育館                        | 嘉賓：黃品源                                                     |
| 2008 Love&Beloved 世界巡迴演唱會        | 2008年11月28日 | 美国 康州         | 金神大賭場體育館                        | 嘉賓：黃品源                                                     |
| 2008 Love&Beloved 世界巡迴演唱會        | 2008年12月6日  | 中国大陆 哈爾濱   | 國際會展體育中心體育館                  | 嘉賓：黃品源                                                     |
| 2008 Love&Beloved 世界巡迴演唱會        | 2008年12月13日 | 中国大陆 鄭州     | 鄭州國際會展中心                        | 嘉賓：劉若英、柯有倫                                             |
| 2008 Love&Beloved 世界巡迴演唱會        | 2008年12月20日 | 中国大陆 杭州     | 黃龍體育場                              | 嘉賓：張韶涵、柯有倫                                             |
| 2009~2011世界巡迴演唱會                 | 2009年10月3日  | 美国 聖地亞哥     | Harrah’s Rincon Casino OpenSky          | 票價: $108, $88, $58 嘉賓：劉若英                                |
| 2009~2011世界巡迴演唱會                 | 2009年10月7日  | 加拿大 多倫多     | Casino Rama                             | 嘉賓：劉若英                                                     |
| 2009~2011世界巡迴演唱會                 | 2009年12月31日 | 中国大陆 上海     | 上海大舞台                              | 票價: 880、680、480、380、280 元人民幣 嘉賓：小蟲、農夫、周立波  |
| 2009~2011世界巡迴演唱會                 | 2010年2月20日  | 澳門              | 澳門君悅酒店                            | 票價: HK$1680 – HK$1880 (含晚餐) 、 HK$380 (約45分鐘) 嘉賓：農夫 |
| 2009~2011世界巡迴演唱會                 | 2010年4月10日  | 印度尼西亞 棉蘭   | Sky Convention Hall                     |                                                                  |
| 2009~2011世界巡迴演唱會                 | 2010年5月9日   | 美国 大西洋城     | Showboat Atlantic City                  |                                                                  |
| 2009~2011世界巡迴演唱會                 | 2010年7月3日   | 马来西亚 吉隆坡   | 雲頂雲星劇場                            |                                                                  |
| 2009~2011世界巡迴演唱會                 | 2011年2月6日   | 澳門              | MGM Casino                              |                                                                  |
| 2009~2011世界巡迴演唱會                 | 2011年7月23日  | 马来西亚 吉隆坡   | 雲頂雲星劇場                            | 嘉賓: 阿牛                                                       |
| 2012「神魔人」世界巡迴演唱會            | 2012年2月18日  | 香港              | 紅磡體育館                              | 嘉賓: 陳昇、黃品源、五月天                                       |
| 2012「神魔人」世界巡迴演唱會            | 2012年2月19日  | 香港              | 紅磡體育館                              | 嘉賓: 陳昇、黃品源、蘇永康、五月天                               |
| 2012「神魔人」世界巡迴演唱會            | 2012年7月7日   | 澳門              | 金光綜藝館                              | 嘉賓: 陳昇                                                       |
| 2012「神魔人」世界巡迴演唱會            | 2012年10月12日 | 马来西亚 吉隆坡   | 雲頂雲星劇場                            | 嘉賓: 丁噹                                                       |
| 2012「神魔人」世界巡迴演唱會            | 2012年11月3日  | 印度尼西亞 棉蘭   | Sky Convention Hall                     | 嘉賓: 黃品源                                                     |
| 2012~2013「飆」世界巡迴演唱會           | 2012年12月15日 | 臺灣 台北市       | 臺北小巨蛋                              | 嘉賓: 陳昇、黃品源、甄子丹、關穎、五月天                         |
| 2012~2013「飆」世界巡迴演唱會           | 2013年2月15日  | 墨爾本            | The Palladium At Crown                  |                                                                  |
| 2012~2013「飆」世界巡迴演唱會           | 2013年2月16日  | 柏斯              | Crown Theatre Pertn                     | 嘉賓: 周麗淇                                                     |
| 2012~2013「飆」世界巡迴演唱會           | 2013年3月24日  | 加拿大 多倫多     | Niagara Fallsview Casino Resort         |                                                                  |
| 2012~2013「飆」世界巡迴演唱會           | 2013年3月25日  | 加拿大 多倫多     | Niagara Fallsview Casino Resort         |                                                                  |
| 2012~2013「飆」世界巡迴演唱會           | 2013年3月30日  | 美国 大西洋城     | Circus Maximus劇院                      | 嘉賓: 九孔                                                       |
| 2012~2013「飆」世界巡迴演唱會           | 2013年4月20日  | 中国大陆 北京     | 萬事達中心                              |                                                                  |
| 2012~2013「飆」世界巡迴演唱會           | 2013年4月30日  | 中国大陆 南京     | 五台山體育館                            |                                                                  |
| 2012~2013「飆」世界巡迴演唱會           | 2013年5月18日  | 中国大陆 瀋陽     | 鐵西體育館                              |                                                                  |
| 2012~2013「飆」世界巡迴演唱會           | 2013年5月25日  | 新加坡            | 新加坡室內體育館                        | 嘉賓: 黃鴻升、九孔                                               |
| 2012~2013「飆」世界巡迴演唱會           | 2013年7月6日   | 中国大陆 深圳     | 深圳灣體育中心                          | 嘉賓: 黃家強                                                     |
| 2012~2013「飆」世界巡迴演唱會           | 2013年7月20日  | 中国大陆 杭州     | 黃龍體育場                              |                                                                  |
| 2012~2013「飆」世界巡迴演唱會           | 2013年8月3日   | 中国大陆 上海     | 梅赛德斯-奔驰文化中心                   | 嘉賓: 黃家強、央吉瑪                                             |
| 2012~2013「飆」世界巡迴演唱會           | 2013年8月10日  | 中国大陆 西安     | 曲江國際會展中心                        |                                                                  |
| 2012~2013「飆」世界巡迴演唱會           | 2013年10月5日  | 马来西亚 吉隆坡   | 雲頂雲星劇場                            | 嘉賓: 黃家強                                                     |
| 2012~2013「飆」世界巡迴演唱會           | 2013年10月26日 | 中国大陆 寧波     | 雅戈爾體育館                            |                                                                  |
| 2012~2013「飆」世界巡迴演唱會           | 2013年11月2日  | 中国大陆 長沙     | 湖南國際會展中心                        |                                                                  |
| 2012~2013「飆」世界巡迴演唱會           | 2013年11月16日 | 中国大陆 鄭州     | 鄭州國際會展中心                        |                                                                  |
| 2012~2013「飆」世界巡迴演唱會           | 2013年11月23日 | 中国大陆 廈門     | 嘉庚體育館                              | 嘉賓: 黃家強、黃品源                                             |
| 2012~2013「飆」世界巡迴演唱會           | 2013年11月30日 | 中国大陆 重慶     | 重慶市人民大禮堂                        | 嘉賓: 蘇永康                                                     |
| 2019~2020 「齊跡」世界巡迴演唱會        | 2019年4月20日  | 中国大陆 洛陽     | 洛陽市體育中心體育館                    |                                                                  |
| 2019~2020 「齊跡」世界巡迴演唱會        | 2019年6月22日  | 中国大陆 天津     | 天津體育中心體育館                      |                                                                  |
| 2019~2020 「齊跡」世界巡迴演唱會        | 2019年6月29日  | 中国大陆 蘇州     | 蘇州奧林匹克體育中心體育館              |                                                                  |
| 2019~2020 「齊跡」世界巡迴演唱會        | 2019年7月6日   | 中国大陆 成都     | 四川省體育館                            |                                                                  |
| 2019~2020 「齊跡」世界巡迴演唱會        | 2019年7月20日  | 中国大陆 濟南     | 濟南奧林匹克體育中心體育館              |                                                                  |
| 2019~2020 「齊跡」世界巡迴演唱會        | 2019年9月7日   | 中国大陆 太原     | 山西體育中心體育館                      |                                                                  |
| 2019~2020 「齊跡」世界巡迴演唱會        | 2019年9月21日  | 中国大陆 哈爾濱   | 哈爾濱國際會展體育中心體育館            |                                                                  |
| 2019~2020 「齊跡」世界巡迴演唱會        | 2019年10月19日 | 中国大陆 廈門     | 廈門工人體育館                          |                                                                  |
| 2019~2020 「齊跡」世界巡迴演唱會        | 2019年10月20日 | 中国大陆 廈門     | 廈門工人體育館                          |                                                                  |
| 2019~2020 「齊跡」世界巡迴演唱會        | 2019年11月9日  | 马来西亚 彭亨     | 雲頂雲星劇場                            |                                                                  |
| 2019~2020 「齊跡」世界巡迴演唱會        | 2019年11月10日 | 马来西亚 彭亨     | 雲頂雲星劇場                            |                                                                  |
| 2019~2020 「齊跡」世界巡迴演唱會        | 2019年11月23日 | 中国大陆 無錫     | 無錫體育中心體育館                      |                                                                  |
| 2019~2020 「齊跡」世界巡迴演唱會        | 2019年11月30日 | 中国大陆 貴陽     | 貴州省體育館                            |                                                                  |
| 2019~2020 「齊跡」世界巡迴演唱會        | 2019年12月7日  | 中国大陆 昆明     | 新亞洲體育城星耀體育館                  |                                                                  |
| 2019~2020 「齊跡」世界巡迴演唱會        | 2019年12月31日 | 中国大陆 武漢     | 湖北洪山體育中心體育館                  |                                                                  |
| 2019~2020 「齊跡」世界巡迴演唱會        | 2020年1月18日  | 中国大陆 紹興     | 上虞華通體育館                          |                                                                  |
| 2019~2020 「齊跡」世界巡迴演唱會        | 2020年1月19日  | 中国大陆 紹興     | 上虞華通體育館                          |                                                                  |
| 2019~2020 「齊跡」世界巡迴演唱會        | 2020年9月19日  | 臺灣 台北         | TICC台北世貿國際會議中心                | 嘉賓：八三夭                                                     |
| 2019~2020 「齊跡」世界巡迴演唱會        | 2020年9月20日  | 臺灣 台北         | TICC台北世貿國際會議中心                | 嘉賓：小虫                                                       |
| 【2019鐵漢柔情】：任賢齊男子漢演唱會    | 2019年6月14日  | 臺灣 台北         | Legacy Taipei 音樂展演空間              |                                                                  |
| 【2019鐵漢柔情】：任賢齊男子漢演唱會    | 2019年6月15日  | 臺灣 台中         | Legacy Taichung 音樂展演空間            |                                                                  |
| 【2019鐵漢柔情】：任賢齊男子漢演唱會    | 2019年6月16日  | 臺灣 高雄         | LIVE WAREHOUSE                          |                                                                  |
| 2023~2024「齐迹·在路上」巡回演唱会      | 2023年4月29日  | 中国大陆 武汉     | 洪山体育馆                              |                                                                  |
| 2023~2024「齐迹·在路上」巡回演唱会      | 2023年4月30日  | 中国大陆 武汉     | 洪山体育馆                              |                                                                  |
| 2023~2024「齐迹·在路上」巡回演唱会      | 2023年5月2日   | 中国大陆 武汉     | 洪山体育馆                              |                                                                  |
| 2023~2024「齐迹·在路上」巡回演唱会      | 2023年5月13日  | 中国大陆 北京     | 凯迪拉克中心                            |                                                                  |
| 2023~2024「齐迹·在路上」巡回演唱会      | 2023年5月14日  | 中国大陆 北京     | 凯迪拉克中心                            |                                                                  |
| 2023~2024「齐迹·在路上」巡回演唱会      | 2023年5月27日  | 中国大陆 沈阳     | 辽宁体育馆                              |                                                                  |
| 2023~2024「齐迹·在路上」巡回演唱会      | 2023年5月28日  | 中国大陆 沈阳     | 辽宁体育馆                              |                                                                  |
| 2023~2024「齐迹·在路上」巡回演唱会      | 2023年6月3日   | 中国大陆 南京     | 南京奥体中心                            | 嘉賓：小虫                                                       |
| 2023~2024「齐迹·在路上」巡回演唱会      | 2023年6月22日  | 中国大陆 深圳     | 华润深圳湾体育中心“春茧”体育馆          |                                                                  |
| 2023~2024「齐迹·在路上」巡回演唱会      | 2023年6月23日  | 中国大陆 深圳     | 华润深圳湾体育中心“春茧”体育馆          |                                                                  |
| 2023~2024「齐迹·在路上」巡回演唱会      | 2023年6月30日  | 中国大陆 宁波     | 宁波奥体中心体育馆                      |                                                                  |
| 2023~2024「齐迹·在路上」巡回演唱会      | 2023年7月2日   | 中国大陆 宁波     | 宁波奥体中心体育馆                      |                                                                  |
| 2023~2024「齐迹·在路上」巡回演唱会      | 2023年7月15日  | 中国大陆 西安     | 西安奥体中心体育馆                      |                                                                  |
| 2023~2024「齐迹·在路上」巡回演唱会      | 2023年7月16日  | 中国大陆 西安     | 西安奥体中心体育馆                      |                                                                  |
| 2023~2024「齐迹·在路上」巡回演唱会      | 2023年7月22日  | 中国大陆 重庆     | 华熙文化体育中心                        |                                                                  |
| 2023~2024「齐迹·在路上」巡回演唱会      | 2023年8月5日   | 中国大陆 青岛     | 青岛体育中心国信体育馆                  |                                                                  |
| 2023~2024「齐迹·在路上」巡回演唱会      | 2023年8月6日   | 中国大陆 青岛     | 青岛体育中心国信体育馆                  |                                                                  |
| 2023~2024「齐迹·在路上」巡回演唱会      | 2023年8月19日  | 中国大陆 长沙     | 湖南国际会展中心·芒果馆                 |                                                                  |
| 2023~2024「齐迹·在路上」巡回演唱会      | 2023年8月20日  | 中国大陆 长沙     | 湖南国际会展中心·芒果馆                 |                                                                  |
| 2023~2024「齐迹·在路上」巡回演唱会      | 2023年9月8日   | 中国大陆 上海     | 东方体育中心                            |                                                                  |
| 2023~2024「齐迹·在路上」巡回演唱会      | 2023年9月9日   | 中国大陆 上海     | 东方体育中心                            |                                                                  |
| 2023~2024「齐迹·在路上」巡回演唱会      | 2023年9月10日  | 中国大陆 上海     | 东方体育中心                            |                                                                  |
| 2023~2024「齐迹·在路上」巡回演唱会      | 2023年9月16日  | 中国大陆 南昌     | 南昌国际体育中心体育馆                  |                                                                  |
| 2023~2024「齐迹·在路上」巡回演唱会      | 2023年9月30日  | 中国大陆 泉州     | 晋江第二体育中心体育馆                  |                                                                  |
| 2023~2024「齐迹·在路上」巡回演唱会      | 2023年10月2日  | 中国大陆 泉州     | 晋江第二体育中心体育馆                  |                                                                  |
| 2023~2024「齐迹·在路上」巡回演唱会      | 2023年10月4日  | 中国大陆 郑州     | 郑州奥林匹克体育中心体育馆              |                                                                  |
| 2023~2024「齐迹·在路上」巡回演唱会      | 2023年10月21日 | 中国大陆 天津     | 天津体育馆                              |                                                                  |
| 2023~2024「齐迹·在路上」巡回演唱会      | 2023年10月22日 | 中国大陆 天津     | 天津体育馆                              |                                                                  |
| 2023~2024「齐迹·在路上」巡回演唱会      | 2023年12月31日 | 中国大陆 广州     | 广州体育馆                              |                                                                  |
| 2023~2024「齐迹·在路上」巡回演唱会      | 2024年3月16日  | 臺灣 台北         | 台北流行音樂中心                        |                                                                  |
| 2023~2024「齐迹·在路上」巡回演唱会      | 2024年4月12日  | 新加坡            | 聖淘沙名勝世界                          |                                                                  |
| 2023~2024「齐迹·在路上」巡回演唱会      | 2024年5月1日   | 中国大陆 太原     | 山西体育中心体育馆                      |                                                                  |
| 2023~2024「齐迹·在路上」巡回演唱会      | 2024年5月2日   | 中国大陆 太原     | 山西体育中心体育馆                      |                                                                  |
| 2023~2024「齐迹·在路上」巡回演唱会      | 2024年5月18日  | 中国大陆 合肥     | 少荃体育中心体育馆                      |                                                                  |
| 2023~2024「齐迹·在路上」巡回演唱会      | 2024年5月19日  | 中国大陆 合肥     | 少荃体育中心体育馆                      |                                                                  |
| 2023~2024「齐迹·在路上」巡回演唱会      | 2024年6月1日   | 澳門              | 倫敦人綜藝館                            |                                                                  |
| 2023~2024「齐迹·在路上」巡回演唱会      | 2024年6月8日   | 中国大陆 绍兴     | 绍兴奥体中心阿里巴巴文娱体育馆          |                                                                  |
| 2023~2024「齐迹·在路上」巡回演唱会      | 2024年6月9日   | 中国大陆 绍兴     | 绍兴奥体中心阿里巴巴文娱体育馆          |                                                                  |
| 2023~2024「齐迹·在路上」巡回演唱会      | 2024年6月10日  | 中国大陆 绍兴     | 绍兴奥体中心阿里巴巴文娱体育馆          |                                                                  |
| 2023~2024「齐迹·在路上」巡回演唱会      | 2024年6月22日  | 中国大陆 成都     | 凤凰山体育公园综合体育馆                |                                                                  |
| 2023~2024「齐迹·在路上」巡回演唱会      | 2024年6月23日  | 中国大陆 成都     | 凤凰山体育公园综合体育馆                |                                                                  |
| 2023~2024「齐迹·在路上」巡回演唱会      | 2024年7月6日   | 中国大陆 乌鲁木齐 | 乌鲁木齐奥林匹克体育中心体育馆          |                                                                  |
| 2023~2024「齐迹·在路上」巡回演唱会      | 2024年7月13日  | 马来西亚 吉隆坡   | 亚通体育馆                              |                                                                  |
| 2023~2024「齐迹·在路上」巡回演唱会      | 2024年7月20日  | 中国大陆 遵义     | 遵义市奥体中心体育馆                    |                                                                  |
| 2023~2024「齐迹·在路上」巡回演唱会      | 2024年7月26日  | 中国大陆 厦门     | 厦门奥林匹克体育中心-凤凰体育馆         |                                                                  |
| 2023~2024「齐迹·在路上」巡回演唱会      | 2024年7月27日  | 中国大陆 厦门     | 厦门奥林匹克体育中心-凤凰体育馆         |                                                                  |
| 2023~2024「齐迹·在路上」巡回演唱会      | 2024年8月10日  | 中国大陆 大连     | 大连体育中心体育馆                      |                                                                  |
| 2023~2024「齐迹·在路上」巡回演唱会      | 2024年8月11日  | 中国大陆 大连     | 大连体育中心体育馆                      |                                                                  |
| 2023~2024「齐迹·在路上」巡回演唱会      | 2024年9月20日  | 中国大陆 上海     | 东方体育中心                            |                                                                  |
| 2023~2024「齐迹·在路上」巡回演唱会      | 2024年9月21日  | 中国大陆 上海     | 东方体育中心                            |                                                                  |
| 2023~2024「齐迹·在路上」巡回演唱会      | 2024年9月22日  | 中国大陆 上海     | 东方体育中心                            |                                                                  |
| 2023~2024「齐迹·在路上」巡回演唱会      | 2024年10月11日 | 美国 纽约         | 麥迪遜廣場花園劇院                      |                                                                  |
| 2023~2024「齐迹·在路上」巡回演唱会      | 2024年10月14日 | 加拿大 多倫多     | 索尼表演藝術中心                        |                                                                  |
| 2023~2024「齐迹·在路上」巡回演唱会      | 2024年10月26日 | 中国大陆 宜昌     | 宜昌奥体中心体育馆                      |                                                                  |
| 2023~2024「齐迹·在路上」巡回演唱会      | 2024年11月2日  | 中国大陆 南宁     | 广西体育中心体育馆                      |                                                                  |
| 2023~2024「齐迹·在路上」巡回演唱会      | 2024年11月16日 | 中国大陆 无锡     | 无锡体育中心体育馆                      |                                                                  |
| 2023~2024「齐迹·在路上」巡回演唱会      | 2024年11月17日 | 中国大陆 无锡     | 无锡体育中心体育馆                      |                                                                  |
| 2023~2024「齐迹·在路上」巡回演唱会      | 2024年11月22日 | 中国大陆 济南     | 济南奥体中心体育馆                      |                                                                  |
| 2023~2024「齐迹·在路上」巡回演唱会      | 2024年11月23日 | 中国大陆 济南     | 济南奥体中心体育馆                      |                                                                  |
| 2023~2024「齐迹·在路上」巡回演唱会      | 2024年11月24日 | 中国大陆 济南     | 济南奥体中心体育馆                      |                                                                  |
| 2023~2024「齐迹·在路上」巡回演唱会      | 2024年12月7日  | 中国大陆 佛山     | 佛山国际体育文化演艺中心                |                                                                  |
| 2023~2024「齐迹·在路上」巡回演唱会      | 2024年12月8日  | 中国大陆 佛山     | 佛山国际体育文化演艺中心                |                                                                  |
| 齊跡2025世界巡迴演唱會                  | 2025年2月15日  | 澳門              | 威尼斯人綜藝館                          |                                                                  |
| 齊跡2025世界巡迴演唱會                  | 2025年6月21日  | 印度尼西亞 万隆   | Sentul International Convention Center  |                                                                  |
| 【2023鐵漢柔情】：任賢齊想你了演唱會    | 2023年3月31日  | 马来西亚云顶      | 云顶云星剧场                            |                                                                  |
| 【2023鐵漢柔情】：任賢齊想你了演唱會    | 2023年9月23日  | 臺灣 台中         | Legacy Taichung 音樂展演空間            |                                                                  |
| 【2023鐵漢柔情】：任賢齊想你了演唱會    | 2023年9月24日  | 臺灣 台北         | Legacy Taipei 音樂展演空間              |                                                                  |

| 日期                | 演唱會名                             | 地點                    | 場地                        | 備註                                                                    |
| ------------------- | ------------------------------------ | ----------------------- | --------------------------- | ----------------------------------------------------------------------- |
| 1998年8月15日       | 「一齊蔚你Show」演唱會               | 香港                    |                             |                                                                         |
| 1998年10月4日至15日 | 「愛情龍捲風」演唱會                 | 中国大陆 昆明及重慶成都 |                             |                                                                         |
| 1998年12月25日      | 耶誕演唱會                           | 美国 拉斯維加斯         | MIRAGE飯店                  | 任賢齊&趙詠華                                                           |
| 1999年3月14日至28日 | 「齊迹」校園Live巡回演唱會           | 臺灣                    |                             | 03.14 嘉南、03.17 輔仁、03.18 東吳、 03.20 永春、03.24 明新、03.28 大葉 |
| 1999年4月3日        | 青少年反毒反飙車演唱會               | 臺灣                    | 台南市立體育場              | 任賢齊&杜德偉&徐懷钰                                                    |
| 2000年3月24日       | 「為Love走唱會」                     | 马来西亚                | 雙威水上樂園                | 與蘇慧倫、徐壞鈺合辦歌友會                                              |
| 2004年3月11日       | 利口樂任賢齊好說話唱遊會             | 香港                    |                             |                                                                         |
| 2006年3月24日       | 新城唱好任賢齊．黃品源極品齊鳴音樂會 | 香港                    |                             |                                                                         |
| 2006年3月25日       | 音樂潮拜──小齊熱唱音樂會             | 香港                    |                             |                                                                         |
| 2008年12月15日      | 東亞群星演唱會                       | 香港                    | 亞洲國際博覽館              | 尚有劉德華、許志安、鄭秀文、楊千嬅...等多位藝人參與                     |
| 2008年12月24日      | 北京音樂會                           | 中国大陆 北京           | 798藝術區                   | 門票1500元人民幣(限家族成員參加)                                        |
| 2008年12月25日      | 北京音樂會                           | 中国大陆 北京           | 798藝術區                   | 門票1500元人民幣(限家族成員參加)                                        |
| 2009年8月8日        | 鑽石巨星演唱會                       | 香港                    | 香港會議展覽中心Hall 5BC    | 與劉德華和許志安                                                        |
| 2009年12月19日      | 十分紅演唱會2009                     | 马来西亚                | 武吉加里爾國家體育場A停車場 | 尚有陳慧琳、許茹芸、方力申、鄧穎芝...等多位藝人參與                     |
| 2010年2月6日        | 新城情人節I DO音樂會                 | 香港                    | 香港會議展覽中心Hall 5BC    | EPS消費滿指定金額，免費換領門票。與黎明等多位藝人                       |
| 2012年12月17日      | 新加坡麗星郵輪SHOW                   | 新加坡                  |                             |                                                                         |
| 2012年12月18日      | 新加坡麗星郵輪SHOW                   | 新加坡                  |                             |                                                                         |
| 2012年12月19日      | 新加坡麗星郵輪SHOW                   | 新加坡                  |                             |                                                                         |
| 2012年4月20日       | K歌馬拉松演唱會                      | 臺灣 台北               | Legacy Taipei               | 票價880                                                                 |
| 2012年4月21日       | K歌馬拉松演唱會                      | 臺灣 台北               | Legacy Taipei               | 票價880                                                                 |
| 2012年7月22日       | 亞太區優雅小姐大賽                   | 新加坡                  | Marina Bay Sands Singapore  |                                                                         |
| 2013年6月9日        | 任賢齊變裝生日趴                     | 臺灣 台北               | Legacy Taipei               |                                                                         |

### 非售票演唱會與其它活動
| 日期           | 地點 | 場地                   | 活動名                                   | 備註                                                 |
| -------------- | ---- | ---------------------- | ---------------------------------------- | ---------------------------------------------------- |
| 2000年12月31日 | 臺灣 | 台北市政府廣場         | 「台北新世紀200e」跨年演唱會             |                                                      |
| 2005年1月26日  | 臺灣 | 台北西門町紅樓劇場     | 永不退縮電視演唱會                       | Tvbs-G電視台                                         |
| 2005年12月31日 | 臺灣 | 南投縣立體育場         | 2005用愛舞動未來南投跨年晚會             |                                                      |
| 2006年1月21日  | 臺灣 | MOS Taipei 國際俱樂部  | 2006《任遊網際‧歡樂琪飛‧動力無線》演唱會 | 購買D-Link無線寬頻路由器，送入場門票兩張             |
| 2006年12月2日  | 臺灣 | 淡水捷運站出口廣場     | 愛盲心手相隨演唱會                       | 入場方式購買愛盲隨行杯附贈看見愛手環，以手環免費入場 |
| 2007年3月10日  | 臺灣 | 台北小巨蛋             | 2007如新台灣15周年年會                   | 任賢齊與黃品源為表演嘉賓                             |
| 2008年1月3日   | 臺灣 | 花蓮監獄               | 寒冬問暖送愛心公益活動                   | 與楊宗緯、楊烈、唐林                                 |
| 2008年7月4日   | 臺灣 | 台北縣板橋第一運動廣場 | 前進奧運 中華健兒加油音樂會              |                                                      |
| 2010年2月8日   | 臺灣 | 花蓮吉安光華樂活園區   | 花蓮國際觀光節                           |                                                      |
| 2011年12月31日 | 臺灣 | 台東縣                 | 2012台東縣跨年晚會                       |                                                      |
| 2012年12月31日 | 中国 | 南京                   | 2013江蘇衛視跨年晚會                     | 與阿牛、黃品源以浪花三兄弟演出                       |

## 出版作品

### 書籍
| 出版日期       | 書名                                       | 作者               | 出版社         | ISBN               |
| -------------- | ------------------------------------------ | ------------------ | -------------- | ------------------ |
| 1992年5月1日   | 《二兵少校》                               | 陳為民作，徐肖男編 | 希代           | ISBN 9789575441920 |
| 1997年3月24日  | 《春光進行曲》                             | 孫法鈞             | 探索文化       | ISBN 9789578493483 |
| 2002年11月27日 | 《春去春又回》                             | 林美璱             | 印刻           | ISBN 9867810171    |
| 2003年1月      | 《走向任賢齊》                             | 李黑妮             | 中國青年出版社 | ISBN 9787500650041 |
| 2005年4月5日   | 《如何在KTV出人頭地》                      | 劉思銘             | 年代全球       | ISBN 9789572862254 |
| 2008年8月14日  | 《他們的第一滴淚：馬宜中和那些有故事的人》 | 馬宜中             | 時報出版       | ISBN 9789571348827 |

## 獎項
| 年份   | 獎項 |
| ------ | --- |
| 1997年 | - 第五屆全球華語音樂榜中榜：中文TOP 20金曲《心太軟》 |
| 1998年 | - 香港電台十大勁爆國語金曲銅獎 - 香港新城精選104電台國語金獎 - 第五屆香港新城電台「金心情歌」金獎 - 第二屆馬來西亞國際越野摩托車耐力賽125cc個人組第三名 - 第五屆全球華語音樂榜中榜：中文TOP 20金曲《對面的女孩看過來》 - 第五屆全球華語音樂榜中榜：最佳男歌手 |
| 1999年 | - 香港新城電台「新城勁爆國語男歌手」獎 - 台灣飛碟聯播網年度最佳國語主打歌銅獎及最佳男歌手銅獎 - 第五屆Channel V「華語榜中榜98」最佳男歌手獎 - 香港新城電台「亞洲新小龍」獎 - 香港新城電台「新城勁爆國語男歌手」獎 - 第六屆全球華語音樂榜中榜：中文TOP 20金曲《我是一隻小小鳥》 |
| 2000年 | - Channel V「華語榜中榜99」亞洲魅力歌手獎 - 「2000亞洲越野摩托車耐力賽」亞洲運動組第二名 - 第六屆十大電視廣告頒獎典禮「最受歡迎電視廣告歌曲大獎」 - 香港新城電台精選104好友音樂頒獎禮「香港最受歡迎台灣歌手獎」 - 馬來西亞第一屆亞洲中文金曲獎最受歡迎男歌手獎 - 香港新城電台2000年度「勁爆國語男歌手」獎 - 第七屆全球華語音樂榜中榜：中文TOP 20金曲《春天花會開》                                  |
| 2001年 | - 娛樂周報年度十大頒獎典禮十大超人氣偶像獎 - 第七屆百視達巨星獎「最受歡迎華人歌手獎」 - Channel V新千年全球華語音樂榜中榜「傳媒推薦獎」 - 香港電台十大中文金曲頒獎禮「優秀國語歌曲獎」銅獎 - 馬來西亞「第五屆亞洲杯越野摩托車耐力賽」業餘組冠軍 - 新城勁爆國語男歌手獎 |
| 2002年 | - Channel V第八屆全球華語音樂榜中榜「全國最佳人氣男歌手獎」 - 華娛電視「華娛十大亞洲之星」 - 第二屆音樂風雲榜「年度最受歡迎男歌手獎」 - 新城國語力歌王獎 - 第二屆全球華語排行榜「年度全能藝人獎」 - MTV萊卡風尚獎頒獎禮「風尚亞洲男歌手」獎 - 新城勁爆頒獎禮「新城勁爆國語男歌手獎」 - 第九屆全球華語音樂榜中榜：最受歡迎男歌手（港台）任賢齊 - 第九屆全球華語音樂榜中榜：Top10歌曲（港台）《永夜》 |
| 2003年 | - 第九屆全球華語音樂榜中榜「港台地區最受歡迎男歌手獎」 - 華娛電視「2002華娛十大亞洲之星」獎項 - 第三屆中國音樂風雲榜頒獎典禮「台灣地區最受歡迎男歌手獎」 - 新城國語力頒獎禮「新城國語力歌王」獎 - 第一屆東南勁爆音樂榜「台灣地區最受歡迎男歌手獎」 - 第一屆東南勁爆音樂榜「港台內地最旺人氣獎」 - TVB8金曲榜頒獎禮「內地最受歡迎男歌手」獎                                                          |
| 2004年 | - 廣州勁歌王「傑出青年歌手獎」及「最受歡迎男歌手」 - 瀋陽首屆都市白領電影節「最受歡迎的港台男演員獎」 - 台灣第一屆一日志工金像獎「最佳演藝志工獎」 |
| 2006年 | - 雪碧中國原創音樂流行榜頒獎典禮「亞太至尊歌手獎」 - 雪碧中國原創音樂流行榜頒獎典禮「港台金曲獎」及「優秀碟中碟(港台)獎」 - 2006新城國語力頒獎禮：新城國語力殿堂歌手獎 - 2006新城國語力頒獎禮：新城國語力歌曲《老地方》 - 2006新城國語力頒獎禮：新城國語力亞洲創作歌手獎 |
| 2007年 | - 2007新城國語力頒獎禮：新城國語力歌曲《她要我她不愛我》 - 2007新城國語力頒獎禮：新城國語力亞洲歌手大獎 - 2007新城國語力頒獎禮：新城國語力亞洲舞台大獎 |
| 2008年 | - 2008新城國語力頒獎禮：新城國語力全國最受歡迎歌手獎 - 2008新城國語力頒獎禮：新城國語力歌曲《愛你在傷口》 - 2008新城國語力頒獎禮：新城國語力舞台大獎 - 第三屆環滬港國際自行車大賽：教練心血之選隊伍獎 - 第三屆環滬港國際自行車大賽：最身材飛揚隊伍獎 |
| 2009年 | - 纪念建国六十周年特别策划——湖北十大金嗓奖 - 2009新城國語力頒獎禮：新城國語力亞洲歌手 - 2009新城國語力頒獎禮：新城國語力歌曲《良藥苦口》 - 2009新城國語力頒獎禮：新城國語力熱爆K歌獎《氣管炎》 - 2009新城國語力頒獎禮：新城國語力熱播冠軍歌《氣管炎》 - TVB8金曲榜金曲奖:《副歌第一句》 - TVB8金曲榜內地觀衆最愛男歌手獎 - TVB8金曲榜音乐录影带演绎奖:《气管炎》                                    |
| 2010年 | - 韓國富川影展影帝 - 2010新城國語力頒獎禮：新城國語力年度專輯《音樂旅行者》 - 2010新城國語力頒獎禮：新城國語力亞洲歌手 任賢齊 - 2010新城國語力頒獎禮：新城國語力歌曲《愛情躲避球》 - 上海“香港時裝•視野”展覽—“傑出衣著人士大獎” |
| 2011年 | - 2011新城勁爆頒獎禮：新城勁爆歌曲《傾城之淚》 - 2011新城勁爆頒獎禮：新城全國樂迷投選勁爆歌手大獎 - 2011新城勁爆頒獎禮：新城勁爆亞洲歌手大獎 |
| 2012年 | - 第十六屆全球華語音樂榜中榜：最受歡迎男歌手（台灣）任賢齊 |

### 香港電影金像獎
| 年份   | 頒獎典禮             | 獎項             | 影片         | 結果 |
| ------ | -------------------- | ---------------- | ------------ | ---- |
| 2000年 | 第19屆香港電影金像獎 | 最佳新演員       | 星願         | 提名 |
| 2000年 | 第19屆香港電影金像獎 | 最佳原創電影歌曲 | 星願         | 提名 |
| 2001年 | 第20屆香港電影金像獎 | 最佳原創電影歌曲 | 夏日的麼麼茶 | 提名 |
| 2017年 | 第36屆香港電影金像獎 | 最佳男主角       | 樹大招風     | 提名 |

### 富川國際科幻電影節
| 年份   | 頒獎典禮                   | 獎項       | 作品     | 結果 |
| ------ | -------------------------- | ---------- | -------- | ---- |
| 2010年 | 第十四屆富川國際科幻電影節 | 最佳男主角 | 《火龍》 | 獲獎 |

### 亞洲電影大獎
| 年份   | 頒獎典禮           | 獎項       | 作品         | 結果 |
| ------ | ------------------ | ---------- | ------------ | ---- |
| 2017年 | 第11屆亞洲電影大獎 | 最佳男主角 | 《樹大招風》 | 提名 |

### 香港专业电影摄影师学会
- 最有魅力男艺人奖

## 外部連結
- 任賢齊的新浪微博
- 任賢齊的Instagram帳戶
- 任賢齊的Facebook專頁
- 任賢齊的小紅書帳戶
- 任賢齊在互联网电影资料库（IMDb）上的資料（英文）
- 任賢齊在香港影庫上的簡介
- 任賢齊在豆瓣上的资料（简体中文）
- 任賢齊在时光网上的簡介（简体中文）